# Tripleurospermum
Tripleurospermum là một chi thực vật có hoa trong họ Cúc (Asteraceae).

## Loài
Chi Tripleurospermum gồm các loài: